# Díli (município)

Bandeira da Dili

Díli é um dos 13 municípios administrativos de Timor-Leste, constituído por uma zona localizada na costa norte da ilha de Timor que confina, a nascente, com o município de Manatuto, a sul com Aileu, a poente com Liquiçá e a norte com o Mar de Savu.
Possui 234026 habitantes (Censo de 2010) e uma área de 372 km². É o menor município do país. A sua capital é a cidade de Díli que é também a capital de Timor-Leste.
O município de Díli é idêntico ao concelho do mesmo nome do tempo do Timor Português que chegou a incluir o concelho (hoje município) de Aileu. 

## Postos administrativos

Foto histórica de centro de saúde em Dili.

O município de Díli inclui actualmente os postos administrativos de:
- Cristo Rei,
- Dom Aleixo,
- Nain Feto,
- Metinaro
- Vera Cruz.